# 6 uur van Silverstone 2015
De 6 uur van Silverstone 2015 was de eerste race van het FIA World Endurance Championship-seizoen 2015. De race werd verreden op 12 april 2015 op Silverstone nabij Silverstone in het Verenigd Koninkrijk.
De race werd gewonnen door de Audi Sport Team Joest #7 van Marcel Fässler, André Lotterer en Benoît Tréluyer. In de LMP1 privé-klasse kwamen geen auto's aan de finish, dus werd er geen winnaar uitgeroepen. De LMP2-klasse werd gewonnen door de G-Drive Racing #26 van Sam Bird, Julien Canal en Roman Roesinov. De LMGTE Pro-klasse werd gewonnen door de AF Corse #51 van Gianmaria Bruni en Toni Vilander. De LMGTE Am-klasse werd gewonnen door de Aston Martin Racing #98 van Paul Dalla Lana, Pedro Lamy en Mathias Lauda.

## Kwalificatie
Tijden vetgedrukt betekent de snelste tijd in die klasse.
| Pos. | Klasse     | No. | Team                      | Tijd     | Grid |
| ---- | ---------- | --- | ------------------------- | -------- | ---- |
| 1    | LMP1       | 17  | Porsche Team              | 1:39.721 | 1    |
| 2    | LMP1       | 2   | Porsche Team              | 1:40.340 | 2    |
| 3    | LMP1       | 8   | Audi Sport Team Joest     | 1:40.352 | 3    |
| 4    | LMP1       | 1   | Toyota Racing             | 1:40.382 | 4    |
| 5    | LMP1       | 7   | Audi Sport Team Joest     | 1:41.153 | 5    |
| 6    | LMP1       | 2   | Toyota Gazoo Racing       | 1:41.694 | 6    |
| 7    | LMP2       | 28  | G-Drive Racing            | 1:48.021 | 7    |
| 8    | LMP2       | 26  | G-Drive Racing            | 1:48.083 | 8    |
| 9    | LMP2       | 47  | KCMG                      | 1:49.389 | 9    |
| 10   | LMP2       | 36  | Signatech Alpine          | 1:49.498 | 10   |
| 11   | LMP1 privé | 4   | Team ByKolles             | 1:50.622 | 11   |
| 12   | LMP2       | 30  | Extreme Speed Motorsports | 1:51.551 | 12   |
| 13   | LMP2       | 42  | Strakka Racing            | 1:52.284 | 13   |
| 14   | LMP2       | 45  | OAK Racing                | 1:53.457 | 14   |
| 15   | LMP2       | 31  | Extreme Speed Motorsports | 1:55.491 | 15   |
| 16   | LMGTE Pro  | 95  | Aston Martin Racing       | 1:59.970 | 16   |
| 17   | LMGTE Pro  | 99  | Aston Martin Racing V8    | 2:00.175 | 17   |
| 18   | LMGTE Pro  | 97  | Aston Martin Racing       | 2:00.333 | 18   |
| 19   | LMGTE Pro  | 91  | Porsche Team Manthey      | 2:00.651 | 19   |
| 20   | LMGTE Pro  | 51  | AF Corse                  | 2:00.701 | 20   |
| 21   | LMGTE Pro  | 92  | Porsche Team Manthey      | 2:01.591 | 21   |
| 22   | LMGTE Am   | 98  | Aston Martin Racing       | 2:01.998 | 22   |
| 23   | LMGTE Pro  | 71  | AF Corse                  | 2:02.156 | 23   |
| 24   | LMGTE Am   | 50  | Larbre Compétition        | 2:02.937 | 24   |
| 25   | LMGTE Am   | 88  | Abu Dhabi-Proton Racing   | 2:03.134 | 25   |
| 26   | LMGTE Am   | 83  | AF Corse                  | 2:03.482 | 26   |
| 27   | LMGTE Am   | 72  | SMP Racing                | 2:04.114 | 27   |
| 28   | LMGTE Am   | 96  | Aston Martin Racing       | 2:05.050 | 28   |
| 29   | LMGTE Am   | 77  | Dempsey-Proton Racing     | 2:06.024 | 29   |

## Uitslag
Winnaars in hun klasse zijn vetgedrukt; LMP1 is rood, LMP2 is blauw, LMGTE Pro is groen en LMGTE Am is oranje.
| Pos. | Klasse     | No. | Team                      | Coureurs                                              | Chassis                        | Banden | Ronden | Tijd/Reden        |
| Pos. | Klasse     | No. | Team                      | Coureurs                                              | Motor                          | Banden | Ronden | Tijd/Reden        |
| ---- | ---------- | --- | ------------------------- | ----------------------------------------------------- | ------------------------------ | ------ | ------ | ----------------- |
| 1    | LMP1       | 7   | Audi Sport Team Joest     | Marcel Fässler André Lotterer Benoît Tréluyer         | Audi R18 e-tron quattro        | M      | 201    | 6:00:30.876       |
| 1    | LMP1       | 7   | Audi Sport Team Joest     | Marcel Fässler André Lotterer Benoît Tréluyer         | Audi TDI 4.0 L Turbo Diesel V6 | M      | 201    | 6:00:30.876       |
| 2    | LMP1       | 18  | Porsche Team              | Romain Dumas Neel Jani Marc Lieb                      | Porsche 919 Hybrid             | M      | 201    | +4.610            |
| 2    | LMP1       | 18  | Porsche Team              | Romain Dumas Neel Jani Marc Lieb                      | Porsche 2.0 L Turbo V4         | M      | 201    | +4.610            |
| 3    | LMP1       | 1   | Toyota Racing             | Sébastien Buemi Anthony Davidson Kazuki Nakajima      | Toyota TS040 Hybrid            | M      | 201    | +14.816           |
| 3    | LMP1       | 1   | Toyota Racing             | Sébastien Buemi Anthony Davidson Kazuki Nakajima      | Toyota 3.7 L V8                | M      | 201    | +14.816           |
| 4    | LMP1       | 2   | Toyota Racing             | Mike Conway Stéphane Sarrazin Alexander Wurz          | Toyota TS040 Hybrid            | M      | 200    | +1 ronde          |
| 4    | LMP1       | 2   | Toyota Racing             | Mike Conway Stéphane Sarrazin Alexander Wurz          | Toyota 3.7 L V8                | M      | 200    | +1 ronde          |
| 5    | LMP1       | 8   | Audi Sport Team Joest     | Loïc Duval Lucas di Grassi Oliver Jarvis              | Audi R18 e-tron quattro        | M      | 197    | +4 ronden         |
| 5    | LMP1       | 8   | Audi Sport Team Joest     | Loïc Duval Lucas di Grassi Oliver Jarvis              | Audi TDI 4.0 L Turbo Diesel V6 | M      | 197    | +4 ronden         |
| 6    | LMP2       | 26  | G-Drive Racing            | Sam Bird Julien Canal Roman Roesinov                  | Ligier JS P2                   | D      | 185    | +16 ronden        |
| 6    | LMP2       | 26  | G-Drive Racing            | Sam Bird Julien Canal Roman Roesinov                  | Nissan VK45DE 4.5 L V8         | D      | 185    | +16 ronden        |
| 7    | LMP2       | 28  | G-Drive Racing            | Pipo Derani Ricardo González Gustavo Yacamán          | Ligier JS P2                   | D      | 184    | +17 ronden        |
| 7    | LMP2       | 28  | G-Drive Racing            | Pipo Derani Ricardo González Gustavo Yacamán          | Nissan VK45DE 4.5 L V8         | D      | 184    | +17 ronden        |
| 8    | LMP2       | 42  | Strakka Racing            | Jonny Kane Nick Leventis Danny Watts                  | Strakka-Dome S103              | M      | 178    | +23 ronden        |
| 8    | LMP2       | 42  | Strakka Racing            | Jonny Kane Nick Leventis Danny Watts                  | Nissan VK45DE 4.5 L V8         | M      | 178    | +23 ronden        |
| 9    | LMGTE Pro  | 51  | AF Corse                  | Gianmaria Bruni Toni Vilander                         | Ferrari 458 Italia GT2         | M      | 172    | +29 ronden        |
| 9    | LMGTE Pro  | 51  | AF Corse                  | Gianmaria Bruni Toni Vilander                         | Ferrari 4.5 L V8               | M      | 172    | +29 ronden        |
| 10   | LMGTE Pro  | 91  | Porsche Team Manthey      | Michael Christensen Richard Lietz                     | Porsche 911 RSR                | M      | 172    | +29 ronden        |
| 10   | LMGTE Pro  | 91  | Porsche Team Manthey      | Michael Christensen Richard Lietz                     | Porsche 4.0 L Flat-6           | M      | 172    | +29 ronden        |
| 11   | LMGTE Pro  | 71  | AF Corse                  | James Calado Davide Rigon                             | Ferrari 458 Italia GT2         | M      | 172    | +29 ronden        |
| 11   | LMGTE Pro  | 71  | AF Corse                  | James Calado Davide Rigon                             | Ferrari 4.5 L V8               | M      | 172    | +29 ronden        |
| 12   | LMGTE Pro  | 95  | Aston Martin Racing       | Christoffer Nygaard Marco Sørensen Nicki Thiim        | Aston Martin Vantage GTE       | M      | 171    | +30 ronden        |
| 12   | LMGTE Pro  | 95  | Aston Martin Racing       | Christoffer Nygaard Marco Sørensen Nicki Thiim        | Aston Martin 4.5 L V8          | M      | 171    | +30 ronden        |
| 13   | LMGTE Pro  | 97  | Aston Martin Racing       | Stefan Mücke Darren Turner                            | Aston Martin Vantage GTE       | M      | 171    | +30 ronden        |
| 13   | LMGTE Pro  | 97  | Aston Martin Racing       | Stefan Mücke Darren Turner                            | Aston Martin 4.5 L V8          | M      | 171    | +30 ronden        |
| 14   | LMGTE Pro  | 99  | Aston Martin Racing V8    | Alex MacDowall Fernando Rees Richie Stanaway          | Aston Martin Vantage GTE       | M      | 171    | +30 ronden        |
| 14   | LMGTE Pro  | 99  | Aston Martin Racing V8    | Alex MacDowall Fernando Rees Richie Stanaway          | Aston Martin 4.5 L V8          | M      | 171    | +30 ronden        |
| 15   | LMGTE Pro  | 92  | Porsche Team Manthey      | Frédéric Makowiecki Patrick Pilet                     | Porsche 911 RSR                | M      | 170    | +31 ronden        |
| 15   | LMGTE Pro  | 92  | Porsche Team Manthey      | Frédéric Makowiecki Patrick Pilet                     | Porsche 4.0 L Flat-6           | M      | 170    | +31 ronden        |
| 16   | LMGTE Am   | 98  | Aston Martin Racing       | Paul Dalla Lana Pedro Lamy Mathias Lauda              | Aston Martin Vantage GTE       | M      | 168    | +33 ronden        |
| 16   | LMGTE Am   | 98  | Aston Martin Racing       | Paul Dalla Lana Pedro Lamy Mathias Lauda              | Aston Martin 4.5 L V8          | M      | 168    | +33 ronden        |
| 17   | LMGTE Am   | 83  | AF Corse                  | Rui Águas Emmanuel Collard François Perrodo           | Ferrari 458 Italia GT2         | M      | 168    | +33 ronden        |
| 17   | LMGTE Am   | 83  | AF Corse                  | Rui Águas Emmanuel Collard François Perrodo           | Ferrari 4.5 L V8               | M      | 168    | +33 ronden        |
| 18   | LMGTE Am   | 72  | SMP Racing                | Aleksey Basov Andrea Bertolini Viktor Shaytar         | Ferrari 458 Italia GT2         | M      | 168    | +33 ronden        |
| 18   | LMGTE Am   | 72  | SMP Racing                | Aleksey Basov Andrea Bertolini Viktor Shaytar         | Ferrari 4.5 L V8               | M      | 168    | +33 ronden        |
| 19   | LMP2       | 47  | KCMG                      | Richard Bradley Matthew Howson Nick Tandy             | Oreca 05                       | D      | 167    | +34 ronden        |
| 19   | LMP2       | 47  | KCMG                      | Richard Bradley Matthew Howson Nick Tandy             | Nissan VK45DE 4.5 L V8         | D      | 167    | +34 ronden        |
| 20   | LMGTE Am   | 96  | Aston Martin Racing       | Francesco Castellacci Roald Goethe Stuart Hall        | Aston Martin Vantage GTE       | M      | 166    | +35 ronden        |
| 20   | LMGTE Am   | 96  | Aston Martin Racing       | Francesco Castellacci Roald Goethe Stuart Hall        | Aston Martin 4.5 L V8          | M      | 166    | +35 ronden        |
| 21   | LMGTE Am   | 88  | Abu Dhabi-Proton Racing   | Klaus Bachler Khaled Al Qubaisi Christian Ried        | Porsche 911 RSR                | M      | 166    | +35 ronden        |
| 21   | LMGTE Am   | 88  | Abu Dhabi-Proton Racing   | Klaus Bachler Khaled Al Qubaisi Christian Ried        | Porsche 4.0 L Flat-6           | M      | 166    | +35 ronden        |
| 22   | LMP2       | 35  | OAK Racing                | Erik Maris Jean-Marc Merlin Jacques Nicolet           | Ligier JS P2                   | D      | 165    | +36 ronden        |
| 22   | LMP2       | 35  | OAK Racing                | Erik Maris Jean-Marc Merlin Jacques Nicolet           | Nissan VK45DE 4.5 L V8         | D      | 165    | +36 ronden        |
| 23   | LMGTE Pro  | 77  | Dempsey-Proton Racing     | Patrick Dempsey Patrick Long Marco Seefried           | Porsche 911 RSR                | M      | 165    | +36 ronden        |
| 23   | LMGTE Pro  | 77  | Dempsey-Proton Racing     | Patrick Dempsey Patrick Long Marco Seefried           | Porsche 4.0 L Flat-6           | M      | 165    | +36 ronden        |
| 24   | LMP2       | 31  | Extreme Speed Motorsports | David Brabham Ed Brown Jon Fogarty                    | HPD ARX-03b                    | D      | 165    | +36 ronden        |
| 24   | LMP2       | 31  | Extreme Speed Motorsports | David Brabham Ed Brown Jon Fogarty                    | Honda HR28TT 2.8L Turbo V6     | D      | 165    | +36 ronden        |
| 25   | LMGTE Am   | 50  | Larbre Compétition        | Kristian Poulsen Gianluca Roda Paolo Ruberti          | Chevrolet Corvette C7.R        | M      | 160    | +41 ronden        |
| 25   | LMGTE Am   | 50  | Larbre Compétition        | Kristian Poulsen Gianluca Roda Paolo Ruberti          | Chevrolet LT5.5 5.5 L V8       | M      | 160    | +41 ronden        |
| DNF  | LMP1 privé | 4   | Team ByKolles             | Christian Klien Vitantonio Liuzzi Simon Trummer       | CLM P1/01                      | M      | 116    | Uitgevallen       |
| DNF  | LMP1 privé | 4   | Team ByKolles             | Christian Klien Vitantonio Liuzzi Simon Trummer       | AER P60 2.4 L Turbo V6         | M      | 116    | Uitgevallen       |
| DNF  | LMP1       | 17  | Porsche Team              | Timo Bernhard Brendon Hartley Mark Webber             | Porsche 919 Hybrid             | M      | 44     | Aandrijving       |
| DNF  | LMP1       | 17  | Porsche Team              | Timo Bernhard Brendon Hartley Mark Webber             | Porsche 2.0 L Turbo V4         | M      | 44     | Aandrijving       |
| DNF  | LMP2       | 36  | Signatech Alpine          | Vincent Capillaire Paul-Loup Chatin Nelson Panciatici | Alpine A450b                   | D      | 20     | Ongeluk           |
| DNF  | LMP2       | 36  | Signatech Alpine          | Vincent Capillaire Paul-Loup Chatin Nelson Panciatici | Nissan VK45DE 4.5 L V8         | D      | 20     | Ongeluk           |
| DSQ  | LMP2       | 30  | Extreme Speed Motorsports | Ryan Dalziel David Heinemeier Hansson Scott Sharp     | HPD ARX-03b                    | D      | 183    | Gediskwalificeerd |
| DSQ  | LMP2       | 30  | Extreme Speed Motorsports | Ryan Dalziel David Heinemeier Hansson Scott Sharp     | Honda HR28TT 2.8L Turbo V6     | D      | 183    | Gediskwalificeerd |

## Tussenstanden na wedstrijd
LMP (coureurs)
| Pos | Coureur                                          | Punten |
| --- | ------------------------------------------------ | ------ |
| 1   | Marcel Fässler André Lotterer Benoît Tréluyer    | 25     |
| 2   | Romain Dumas Neel Jani Marc Lieb                 | 18     |
| 3   | Sébastien Buemi Anthony Davidson Kazuki Nakajima | 15     |
| 4   | Mike Conway Stéphane Sarrazin Alexander Wurz     | 12     |
| 5   | Loïc Duval Lucas di Grassi Oliver Jarvis         | 10     |

LMP1 (constructeurs)
| Pos | Team    | Punten |
| --- | ------- | ------ |
| 1   | Audi    | 35     |
| 2   | Toyota  | 27     |
| 3   | Porsche | 19     |

GTE (coureurs)
| Pos | Coureur                                        | Punten |
| --- | ---------------------------------------------- | ------ |
| 1   | Gianmaria Bruni Toni Vilander                  | 25     |
| 2   | Michael Christensen Richard Lietz              | 18     |
| 3   | James Calado Davide Rigon                      | 15     |
| 4   | Christoffer Nygaard Marco Sørensen Nicki Thiim | 13     |
| 5   | Stefan Mücke Darren Turner                     | 10     |

GTE (constructeurs)
| Pos | Constructeur | Punten |
| --- | ------------ | ------ |
| 1   | Ferrari      | 40     |
| 2   | Porsche      | 24     |
| 3   | Aston Martin | 23     |

GT Pro (teams)
| Pos | Nr | Team                 | Punten |
| --- | -- | -------------------- | ------ |
| 1   | 51 | AF Corse             | 25     |
| 2   | 91 | Porsche Team Manthey | 18     |
| 3   | 71 | AF Corse             | 15     |
| 4   | 95 | Aston Martin Racing  | 13     |
| 5   | 97 | Aston Martin Racing  | 10     |

LMP1 privé (coureurs)
| Pos | Coureur                                         | Punten |
| --- | ----------------------------------------------- | ------ |
| 1   | Christian Klien Vitantonio Liuzzi Simon Trummer | 0      |

LMP1 privé (teams)
| Pos | Nr | Team          | Punten |
| --- | -- | ------------- | ------ |
| 1   | 4  | Team ByKolles | 0      |

LMP2 (coureurs)
| Pos | Coureur                                      | Punten |
| --- | -------------------------------------------- | ------ |
| 1   | Sam Bird Julien Canal Roman Roesinov         | 25     |
| 2   | Pipo Derani Ricardo González Gustavo Yacamán | 19     |
| 3   | Jonny Kane Nick Leventis Danny Watts         | 15     |
| 4   | Richard Bradley Matthew Howson Nick Tandy    | 12     |
| 5   | Erik Maris Jean-Marc Merlin Jacques Nicolet  | 10     |

LMP2 (teams)
| Pos | Nr | Team           | Punten |
| --- | -- | -------------- | ------ |
| 1   | 26 | G-Drive Racing | 25     |
| 2   | 26 | G-Drive Racing | 19     |
| 3   | 42 | Strakka Racing | 15     |
| 4   | 47 | KCMG           | 12     |
| 5   | 35 | OAK Racing     | 10     |

GTE Am (coureurs)
| Pos | Coureur                                        | Punten |
| --- | ---------------------------------------------- | ------ |
| 1   | Paul Dalla Lana Pedro Lamy Mathias Lauda       | 26     |
| 2   | Rui Águas Emmanuel Collard François Perrodo    | 18     |
| 3   | Aleksey Basov Andrea Bertolini Viktor Shaytar  | 15     |
| 4   | Francesco Castellacci Roald Goethe Stuart Hall | 12     |
| 5   | Klaus Bachler Khaled Al Qubaisi Christian Ried | 10     |

GTE Am (teams)
| Pos | Nr | Team                    | Punten |
| --- | -- | ----------------------- | ------ |
| 1   | 98 | Aston Martin Racing     | 26     |
| 2   | 83 | AF Corse                | 18     |
| 3   | 72 | SMP Racing              | 15     |
| 4   | 96 | Aston Martin Racing     | 12     |
| 5   | 88 | Abu Dhabi-Proton Racing | 10     |